# École vaticane de paléographie, de diplomatique et d'archivistique
L'École vaticane de paléographie, de diplomatique et d'archivistique est une école supérieure du Saint-Siège qui a pour vocation de former des archivistes-paléographes. À l'origine cette formation visait à transformer les  archives privées du Vatican en un centre international de recherche historique.

## Histoire
L'école est fondée le 1er mai 1884 par Léon XIII, comme un département des Archives secrètes du Vatican. Le but est de former des ecclésiastiques spécialistes en paléographie et en histoire comparée. Isidoro Carini (1843-1895), historien et paléographe renommé de son époque, est à l'origine du projet. Son programme est réformé en 1953. Paul VI lui donne un nouveau siège au Cortile del Belvedere, juste à côté de la Bibliothèque apostolique vaticane, tandis que sont créées les charges de cardinal bibliothécaire et d'archiviste de la Sainte Église romaine.
À partir de 1968, la direction de l'école est confiée au préfet des Archives secrètes du Vatican. Depuis 1997, il s'agit de  Mgr Sergio Pagano. Les fondements actuels de l'école sont définis en 1976.

## Études
Trois cursus, menant à l'obtention d'un diplôme, sont possibles : Un premier cursus de deux ans qui a comme dominante la paléographie latine, la diplomatique générale et l'archivistique en première année; la codicologie, la sigillographie (ajoutée en l'an 2000) et la diplomatique pontificale en deuxième année. Deux autres cursus annuels sont également ouverts : la paléographie grecque et l'archivistique. 
Les trois cursus sont accessibles aux laïcs titulaires d'un diplôme de cinq ans ou d'un diplôme universitaire équivalent, aux ecclésiastiques titulaires d'une licence ou d'un doctorat. Les candidats doivent être présentés par une Institution universitaire supérieure, un ecclésiastique ou une personnalité connue du monde de l'enseignement ou de la recherche. Pour le cursus de deux ans et le cours de paléographie grecque, la réussite à un examen écrit en latin pour le premier et en grec pour le second conditionne l'admission.
Les diplômes de l'école sont reconnus par l'État italien depuis 1984. L'enseignement y est donné en italien.

## Organisation
- Conseil Présidentiel de l'École
  - Le très révérend card. José Tolentino de Mendonça, archiviste de la SRC.
  - Son Excellence Mgr Sergio Pagano, Préfet des Archives Apostoliques du Vatican.
  - Don Mauro Mantovani, Préfet de la Bibliothèque apostolique vaticane.

- Direction & Administration
  - Son Excellence Mgr Sergio Pagano, Directeur
  - M. Alfredo Tuzi, secrétaire